# École supérieure de physique et de chimie industrielles de la ville de Paris

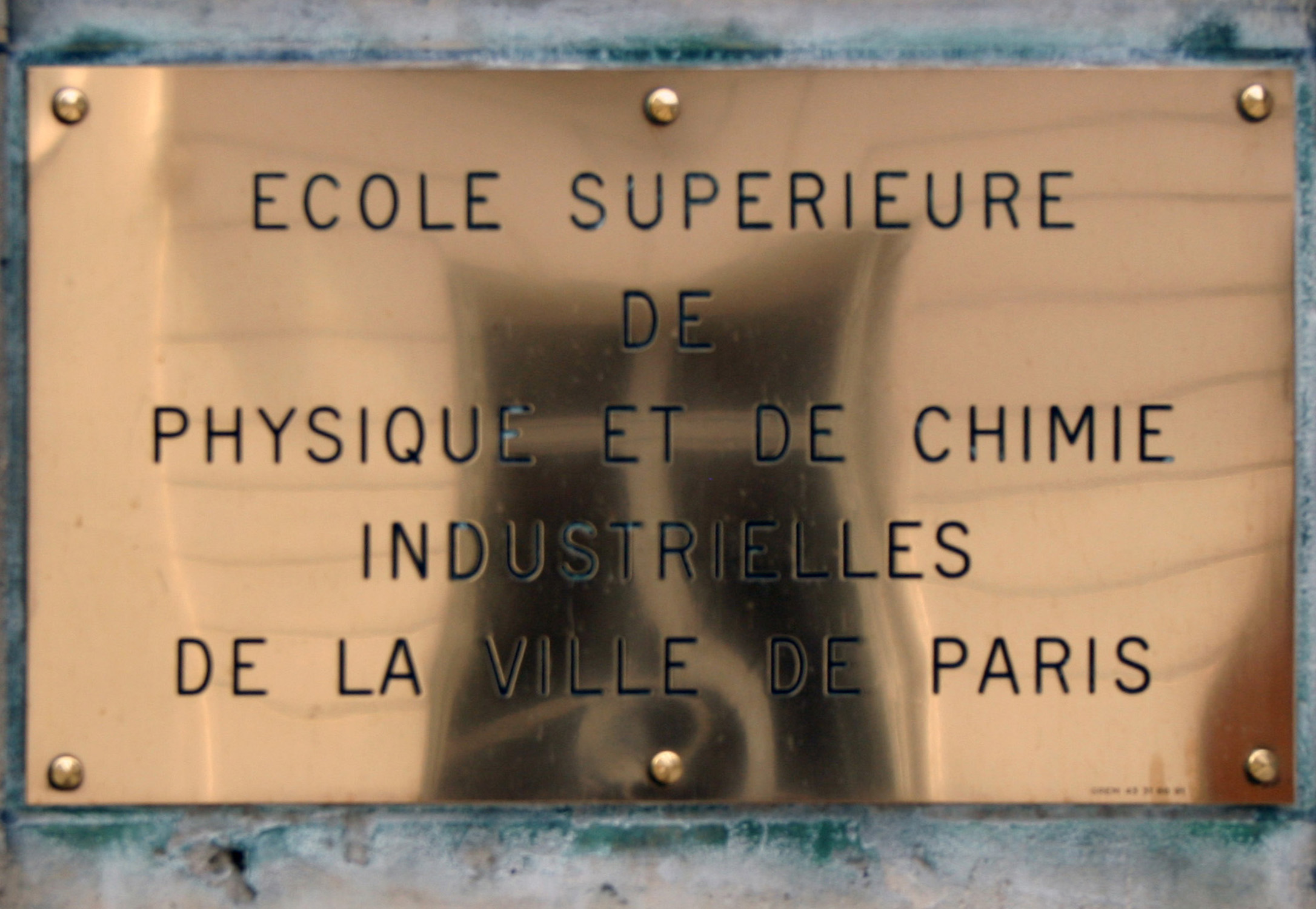
ESPCI ParisTech

École supérieure de physique et de chimie industrielles de la ville de Paris är en fransk grande école som utexaminerar generalistingenjörer i Paris och som är medlem av Université de recherche Paris Sciences et Lettres.

## Bildgalleri

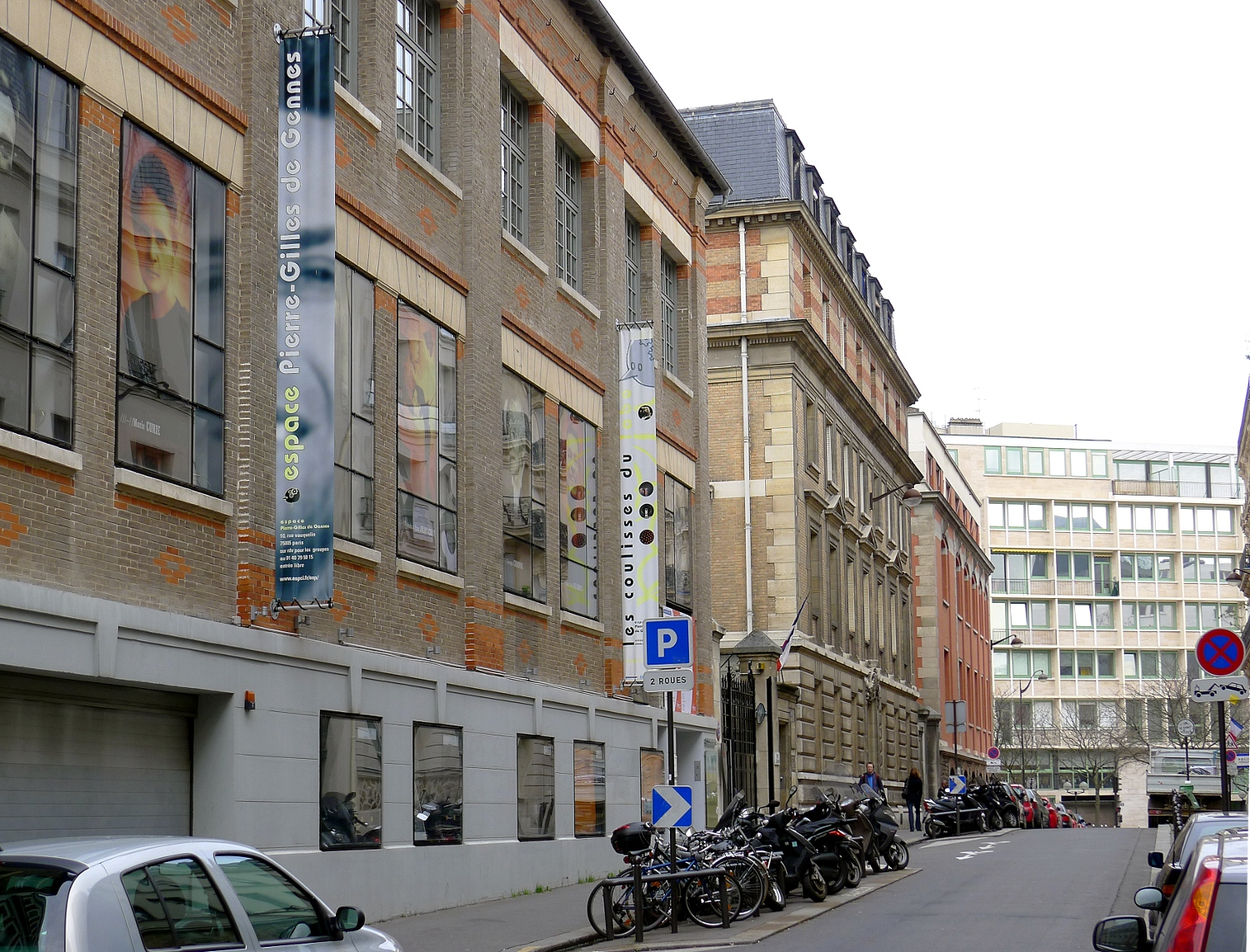

## Framstående personer som utexaminerats från ESPCI ParisTech
- Marie Curie, nobelpristagare